# Séisme de 1970 à Ancash
Le séisme de 1970 à Ancash a lieu le 31 mai de cette année. On compte 75 000 morts, 25 000 disparus et 200 000 blessés. Du fait de la secousse et des glissements de terrain induits, il s'agit de la plus grande catastrophe naturelle jamais enregistrée au Pérou.
Le séisme a affecté les régions d'Ancash et de La Libertad. L'épicentre était situé à 35 km au large de Casma (es) et de Chimbote à la suite de la subduction de la plaque de Nazca sous la plaque sud-américaine. Sa magnitude était de 7,9 à 8 sur l'échelle de Richter et d'une intensité de VIII sur l'échelle de Mercalli. Il n'y eut pas de tsunami associé.
Le séisme eut lieu un dimanche après-midi, à 15 h 23 min 31 s, heure locale (20 h 23 min 31 s UTC) et a duré 54 secondes. Il a causé une avalanche de rochers et de glace sur la face nord du Huascaran, recouvrant ainsi les villes de Yungay et de Ranrahirca (en). Il s'agissait d'une avalanche de 910 mètres de large et de 1,6 km de long qui avança à la vitesse de 280 à 335 km/h. L'ensemble a représenté un déplacement de 80 000 000 m3 de matériaux au total.
Paramètres focaux
- Date : 31/05/1970
- Heure d'origine : 20:23:31.5 GMT
- Longitude : -9.364
- Latitude : -78.872
- Profondeur : 64 km.
- Magnitudes : 6.6 mb - 7.8 MS

Destructions Pour donner une idée de l'ampleur des dégâts matériels occasionnés par la catastrophe, la Commission pour la Reconstruction et Rénovation de la zone sinistrée (CRYRZA) a établi les données suivantes :
- 60 000 maisons détruites.
- Sur 38 villages détruits, 15 ont subi la destruction des constructions à 80 %.
- Le reste des villages ont eu des dégâts considérables.
- Dans 18 villes avec un total de 309000 habitants et 81 villages avec une population de 59400 personnes les égouts furent rendus inutilisables.
- Dans les écoles, 6730 classes furent détruites.
- La distribution d'électricité de Ancash et de La Libertad fut réduite à 10 % par suite des important dégâts de la centrale hydroélectrique de Huallanca.
- L'infrastructure pour irriguer 110 000 hectares fut endommagée.
- 77 % des routes de La Libertad et de Ancash furent coupées ainsi que 40 % de celles existantes à Chancay et Cajatambo.

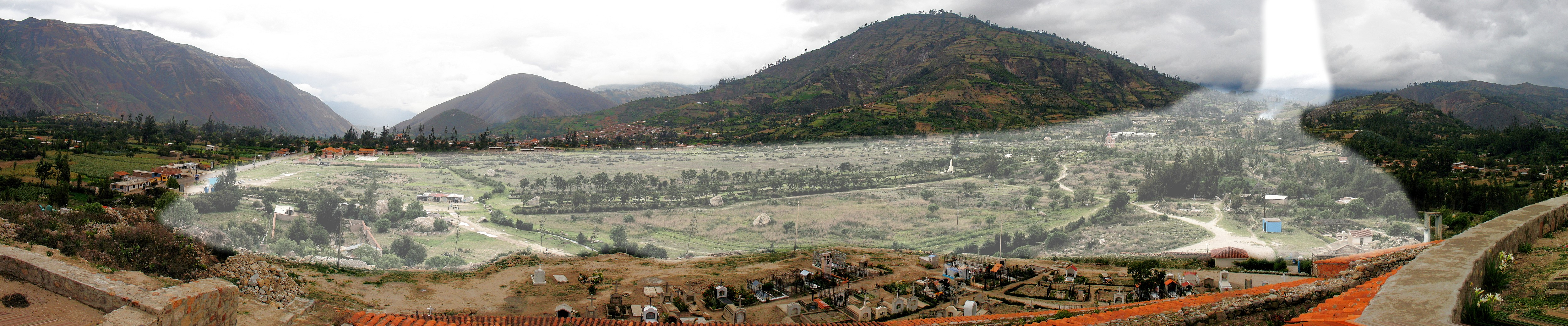
Localisation du glissement de terrain de 1970.

Perception du séisme hors de l'aire principale
Il fut ressenti fortement au nord dans la région de Tumbes et à Guayaquil (Équateur). Au nord et au nord-est le séisme créa une grande panique à Jaén, Moyobamba et Iquitos. À l'est et au sud-est dans la région de Huánuco le séisme atteint le IV-V degré. On le sentit également assez fortement à Pisco et Ica mais il ne fut ressenti ni à Abancay, ni à Arequipa ou Cuzco. Au sud et au sud-est (Lima) le séisme fut peu ou pas ressenti. 
Secours internationaux
L’élément médical d’intervention rapide de l'armée française intervient en amenant 500 tonnes de matériel sur place et en évacuant 470 personnes sur un hôpital de campagne installé à Anta à 2 700 m d’altitude et plus de 3 000 autres sur la capitale Lima.